# Discografia dei Pendulum
La discografia dei Pendulum, gruppo musicale drum and bass australiano, è composta da tre album in studio, uno dal vivo, uno di remix, quattro EP e oltre venti singoli, pubblicati tra il 2003 e il 2025.

## Album

### Album in studio
| Anno                                                                          | Titolo | Classifiche | Classifiche | Classifiche | Classifiche | Classifiche | Classifiche | Classifiche | Classifiche | Certificazioni           |
| Anno                                                                          | Titolo | AUS         | AUT         | FIN         | IRL         | NLD         | NZL         | SWE         | UK          | Certificazioni           |
| ----------------------------------------------------------------------------- | --- | ----------- | ----------- | ----------- | ----------- | ----------- | ----------- | ----------- | ----------- | ------------------------ |
| 2005                                                                          | Hold Your Colour - Pubblicato: 25 luglio 2005 - Etichetta: Breakbeat Kaos - Formati: CD, 3 LP, download digitale   | —           | —           | —           | —           | —           | —           | —           | 29          | - AUS: Oro - UK: Platino |
| 2008                                                                          | In silico - Pubblicato: 12 maggio 2008 - Etichetta: Warner Bros., Atlantic - Formati: CD, download digitale        | 9           | —           | —           | —           | —           | 21          | —           | 2           | - UK: Platino            |
| 2010                                                                          | Immersion - Pubblicato: 24 maggio 2010 - Etichetta: Warner Bros., Atlantic - Formati: CD, LP+CD, download digitale | 3           | 20          | 50          | 15          | 48          | 3           | 43          | 1           | - AUS: Oro - UK: Platino |
| "—" indica una pubblicazione non classificata o non pubblicata in quel Paese. | |             |             |             |             |             |             |             |             |                          |

### Album dal vivo
| Anno | Titolo | Classifiche | Classifiche |
| Anno | Titolo | NZL         | UK          |
| ---- | --- | ----------- | ----------- |
| 2009 | Live at Brixton Academy - Pubblicato: 12 giugno 2009 - Etichetta: Warner Bros. - Formati: CD+DVD, download digitale | 32          | 45          |

### Album di remix
| Anno | Titolo | Classifiche | Classifiche |
| Anno | Titolo | AUS         | UK          |
| ---- | --- | ----------- | ----------- |
| 2018 | The Reworks - Pubblicato: 29 giugno 2018 - Etichetta: Warner Bros., Earstorm, Breakbeat Kaos - Formati: CD, 2 LP, download digitale | 29          | 61          |

## Extended play
| Anno | Titolo |
| ---- | --- |
| 2008 | iTunes Live: London Festival '08 - Pubblicato: 12 maggio 2008 - Etichetta: Warner Bros. - Formati: download digitale |
| 2021 | Elemental - Pubblicato: 17 giugno 2021 - Etichetta: Earstorm - Formati: 12", download digitale                       |
| 2021 | Elemental (The Remixes) - Pubblicato: 19 novembre 2021 - Etichetta: Earstorm - Formati: download digitale            |
| 2023 | Anima - Pubblicato: 3 novembre 2023 - Etichetta: Earstorm - Formati: download digitale                               |

## Singoli

### Come artisti principali
| Anno                                                                                               | Titolo                               | Classifiche | Classifiche | Classifiche | Classifiche | Certificazioni | Album di provenienza |
| Anno                                                                                               | Titolo                               | AUS         | CAN         | NZL         | UK          | Certificazioni | Album di provenienza |
| -------------------------------------------------------------------------------------------------- | ------------------------------------ | ----------- | ----------- | ----------- | ----------- | -------------- | -------------------- |
| 2004                                                                                               | Another Planet/Voyager               | —           | —           | —           | 46          |                | /                    |
| 2004                                                                                               | Spiral                               | —           | —           | —           | —           |                | /                    |
| 2004                                                                                               | Back 2 You/Still Grey                | —           | —           | —           | —           |                | /                    |
| 2005                                                                                               | Tarantula/Fasten Your Seatbelt       | —           | —           | —           | 60          | - UK: Oro      | Hold Your Colour     |
| 2005                                                                                               | Slam                                 | —           | —           | —           | 34          | - UK: Argento  | Hold Your Colour     |
| 2006                                                                                               | Hold Your Colour (Bipolar Vocal Mix) | —           | —           | —           | 83          |                | Hold Your Colour     |
| 2007                                                                                               | Blood Sugar                          | —           | —           | —           | 62          | - UK: Argento  | Hold Your Colour     |
| 2007                                                                                               | Granite                              | —           | —           | —           | 29          |                | In silico            |
| 2008                                                                                               | Propane Nightmares                   | —           | —           | —           | 9           | - UK: Oro      | In silico            |
| 2008                                                                                               | The Other Side                       | —           | —           | —           | 54          |                | In silico            |
| 2009                                                                                               | Showdown                             | —           | —           | —           | 119         |                | In silico            |
| 2010                                                                                               | Watercolour                          | 37          | 62          | 37          | 4           | - UK: Oro      | Immersion            |
| 2010                                                                                               | Witchcraft                           | 65          | —           | —           | 29          | - UK: Argento  | Immersion            |
| 2010                                                                                               | The Island                           | —           | —           | —           | 41          |                | Immersion            |
| 2011                                                                                               | Crush                                | —           | —           | —           | 92          |                | Immersion            |
| 2011                                                                                               | Ransom                               | —           | —           | —           | 193         |                | /                    |
| 2020                                                                                               | Driver                               | —           | —           | —           | —           |                | Elemental            |
| 2020                                                                                               | Nothing for Free                     | —           | —           | —           | —           |                | Elemental            |
| 2021                                                                                               | Come Alive                           | —           | —           | —           | —           |                | Elemental            |
| 2023                                                                                               | Halo (feat. Bullet for My Valentine) | —           | —           | —           | —           |                | Anima                |
| 2023                                                                                               | Colourfast                           | —           | —           | —           | —           |                | Anima                |
| 2023                                                                                               | Mercy Killing (feat. Scarlxrd)       | —           | —           | —           | —           |                | Anima                |
| 2024                                                                                               | Napalm (feat. Joey Valence & Brae)   | —           | —           | —           | —           |                | Inertia              |
| 2025                                                                                               | Save the Cat                         | —           | —           | —           | —           |                | Inertia              |
| 2025                                                                                               | Cannibal (feat. Wargasm)             | —           | —           | —           | —           |                | Inertia              |
| "—" indica una pubblicazione che non si è classificata o che non è stata pubblicata in quel Paese. |                                      |             |             |             |             |                |                      |

### Come artisti ospiti
| Anno | Titolo                                  | Classifiche | Album di provenienza    |
| Anno | Titolo                                  | UK          | Album di provenienza    |
| ---- | --------------------------------------- | ----------- | ----------------------- |
| 2005 | Guns at Dawn (DJ Baron feat. Pendulum)  | 71          | /                       |
| 2006 | Painkiller (Freestylers feat. Pendulum) | ―           | Adventures in Freestyle |

## Videografia

### Video musicali
| Anno | Titolo                         | Regista                       |
| ---- | ------------------------------ | ----------------------------- |
| 2005 | Slam                           | Adam Brown                    |
| 2005 | Voodoo People (Pendulum Remix) | Ron Scalpello                 |
| 2006 | Painkiller                     | Josh Bagnall                  |
| 2007 | Granite                        | D.A.R.Y.L.                    |
| 2008 | Propane Nightmares             | Tim Qualtrough                |
| 2008 | The Other Side                 | Rob Chandler                  |
| 2008 | Showdown                       | Nick Bartleet                 |
| 2010 | Salt in the Wounds             | A former Russian army general |
| 2010 | Watercolour                    | The Found Collective          |
| 2010 | Witchcraft                     | The Found Collective          |
| 2010 | The Island - Pt. I Dawn        | The Found Collective          |
| 2011 | Crush                          | Tim Qualtrough                |
| 2020 | Nothing for Free               | Lewis Cater                   |
| 2021 | Come Alive                     | /                             |
| 2021 | Louder Than Words              | Ed Bulmer                     |
| 2023 | Halo                           | /                             |
| 2023 | Colourfast                     | Ross Silcocks                 |
| 2025 | Save the Cat                   | Jason Baker                   |
| 2025 | Cannibal                       | Chris Wade                    |